# Lophostachys
- Commons
- Wikispecies

Lophostachys Pohl, segundo o Sistema APG II, é um gênero botânico da família Acanthaceae.

## Sinonímia
- Liberatia Rizzini

## Espécies
| - Lophostachys alvarezia - Lophostachys bradei - Lophostachys chiapensis - Lophostachys conferta - Lophostachys cyanea - Lophostachys diandra - Lophostachys villosa - Lophostachys falcata - Lophostachys floribunda - Lophostachys guatemalensis - Lophostachys laxiflora - Lophostachys montana | - Lophostachys monticola - Lophostachys nemoralis - Lophostachys patula - Lophostachys pubiflora - Lophostachys reptans - Lophostachys semiovata - Lophostachys sessiliflora - Lophostachys sessilifolia - Lophostachys soconuscana - Lophostachys uxpanapensis - Lophostachys villosa - Lophostachys zunigae |

- «Lista das espécies»

## Nome e referências
Lophostachys Pohl, 1830

## Classificação do gênero
| Sistema | Classificação                       | Referência            |
| ------- | ----------------------------------- | --------------------- |
| APG II  | Ordem Lamiales, família Acanthaceae | APweb, versão 9, 2008 |